# Josep Jaume Millet Cunill
Josep Jaume Millet Cunill (el Masnou, Maresme, 1881 - el Masnou, Maresme, 29 de desembre de 1969) fou un enginyer industrial i comerciant català, alcalde del Masnou de 1939 a 1940.
Fill de Joan Millet Bertran (el Masnou, 1849-1905) i de Francesca Cunill Cuyàs. El seu pare es va dedicar a l'exportació i importació de productes,
amb la qual cosa va obtenir un gran comercial, i va fundar l'empresa anomenada Juan Millet y Cia., dedicada a aquest sector.
Fou el primer alcalde franquista del Masnou. Quan les tropes franquistes entraren a la vila el 27 de gener es constituí una comissió gestora de l'Ajuntament per autoritat del general cap de l'exèrcit del Nord, i fou designat com a president-alcalde ja que era un home clau en les files de Falange Española Tradicionalista y de las JONS (FET y de las JONS).
Una de les primeres mesures del nou consistori fou l'anul·lació de tots els acords presos pel govern republicà municipal durant la Guerra Civil (1936-1939). Després, va canviar diversos noms dels carrers per fer desaparèixer noms relacionats amb el republicanisme i el catalanisme i posar-hi en el seu lloc noms de generals colpistes o personatges del règim franquista. També fou immediata la tramitació dels expedients de depuració del personal i tots els que havien estat empleats des del juliol de 1936 foren suspesos de feina i substituïts per personal interí. Al segon pis de la casa de la vila hi instal·là les oficines de censura. Es retornaren les deus d'aigua i altres finques col·lectivitzades als seus propietaris i va fer confiscar finques dels republicans que hagueren de partir a l'exili i dels compresos en la Llei de responsabilitats polítiques. El mes de juny de 1939 ordenà fer desaparèixer, en vuit dies, els rètols en català al poble i la seva substitució pel castellà. Un any després, un ban ordenava que els funcionaris i empleats, mestres i professors privats només podien emprar el castellà en tots els serveis públics, en cas contrari, quedarien destituïts immediatament.
El 12 de setembre de 1940, després d'uns mesos amb molt poca assistència dels regidors, per ordre del governador civil, es renovà la comissió gestora de l'Ajuntament, fent-lo cessar d'alcalde i posant-hi Jaume Buch Vallverdú.
Fou president del Casino del Masnou en dues ocasions. Es casà amb Antònia Martí Coll i tingué cinc fills: Lluïsa, Germán, Guillem, Marta i Jaume. La seva filla Lluïsa Millet Martí fou cap de la delegació local del Masnou de la Sección Femenina de FET y de las JONS.